# Florence Cadier
Pour les articles homonymes, voir Cadier.
Florence Cadier, née à Orléans le 14 septembre 1956, est une auteure française de littérature jeunesse.

## Biographie

### Enfance et formation
Florence Cadier nait à Orléans le 14 septembre 1956. Elle grandit à la campagne. 

### Carrière
Florence Cadier travaille comme journaliste pendant de nombreuses années pour la presse écrite et audiovisuelle. Parallèlement, elle commence à écrire pour les jeunes lecteurs. Son premier album sort en 1995 dans la collection Père Castor. 
En 2009, parait son roman Le Rêve de Sam qui reçoit plusieurs prix, dont celui des Incorruptibles 2010 et le prix AlTerre ado 2009,. Le livre raconte l'histoire de Sam, un enfant américain sans histoire, qui, en 1952, le jour où il s'assoit sur un banc dans un square, se fait arrêter par la police car il est noir. Ses parents sont ensuite assassinés pour avoir tenté de s'inscrire sur les listes électorales. Sam commence alors un véritable engagement pacifique, à l'instar de Martin Luther King. 
En 2012, elle part cinq mois à Wellington, la capitale de la Nouvelle-Zélande, en résidence d’écriture, où elle écrit son roman L’Ombre d’un père. Elle se consacre depuis entièrement à l’écriture et se forme à l’écriture théâtrale et scénaristique.
En 2015, parait Contre courant, un recueil de neuf nouvelles qui a pour thème la désobéissance civile.
En 2017, elle publie Dans l'ourlet de nos jupes qui fait partie des cinq titres en lice pour le Prix RTS Littérature Ados 2019. Le roman raconte l'histoire d'Adèle, seize ans, qui, en 1914, décide de s'engager comme infirmière auprès des soldats évacués du front puis intègre un réseau d’espionnage. Elle cache dans l’ourlet de ses jupes des documents destinés aux Anglais et à l’état-major français.
En 2023, son roman Né coupable remporte le 34e Prix des Incorruptibles, catégorie 5e/4e. Le livre raconte l'histoire de George Stinney qui, en 1944 en Caroline du Sud, est accusé à tort d'avoir tué deux fillettes blanches, car il semble être le dernier à les avoir vues. À 14 ans, il deviendra le plus jeune mineur à avoir été soumis à la chaise électrique aux États-Unis.
Elle va également à la rencontre des jeunes lecteurs et anime des ateliers d'écriture,,.

## Œuvres
- Je ne t'oublierai jamais, Folio Junior, Gallimard Jeunesse
- Florence Cadier, Le rêve de Sam, Paris, Gallimard, coll. « Scripto », 2008, 187 p. (ISBN 978-2-07-061601-5)
- La faute de Rose, 2012, éditions Thierry Magnier
- L'ombre d'un père, Thierry Magnier
- Contre Courant, Le Muscadier
- Les Miens aussi ils divorcent, De La Martinière Jeunesse, Paris, 2008
- Loups, Vilo Jeunesse, avec Clémentine Sourdais, 2008
- Contes de Russie, avec Peggy Nille, Vilo jeunesse, Si le monde m'était conté, 2008
- en collab. avec Monique Gauriau : série des Fabien (La Sœur de Fabien, La Grosse Peur de Fabien, Le Doudou de Fabien, Une surprise pour Fabien, etc.)
- Un éléphant pour mes 7 ans, Bayard, 2014
- Timousse ne veut pas de petite sœur, Belin, 2014  (série Les Robins des mers)
- Un anniversaire magique, Belin, 2015 (série Les Robins des mers)
- Gabriel a un secret, Belin, coll. « Premiers romans », 2016,  (ISBN 2410001335)
- Dans l'ourlet de nos jupes, éditions Talents Hauts, coll. « Les héroïques », 192p, 2017,  (ISBN 2362661989)
- Je les entends nous suivre, Le Muscadier
- Chevalier Louison, Belin Jeunesse
- Né coupable, Talents Hauts, 2020  (ISBN 9782362664090).

## Prix et distinctions
- Pour Le rêve de Sam
  - Prix des dévoreurs de livres[10] 2009
  - Prix Ados en colère[11][source secondaire souhaitée] 2010 du Salon du livre d'expression populaire et de critique sociale d'Arras
  - Prix du roman historique jeunesse[12] de la ville de Blois 2010
  - Prix des Incorruptibles[12], troisième et seconde, 2010

- Pour Je ne t'oublierai jamais
  - Grand Prix des Jeunes Lecteurs de la PEEP[12] 2011

- Pour Né coupable
  - Prix Tatoulu[12] 2022, catégorie rouge et catégorie violet
  - Prix des Incorruptibles[12] 2023